# Сімейна медицина
Сімейна медицина — комплекс наукових і практичних заходів для організації сімейної лікувальної практики.
Сімейну лікувальну практику необхідно розглядати, як таку, яка забезпечує тривалу опіку за здоров'ям громадянина і всіх членів його сім'ї незалежно від характеру хвороби, стану органів і систем організму у всі періоди життя людини, за відповідних умов. 
Сімейна медицина включає: превентивну медицину та лікувально-реабілітаційну медицину. Превентивна медицина визначає проблеми формування, збереження та зміцнення здоров'я здорової людини, сім'ї та громади. В свою чергу, лікувально-реабілітаційна медицина вивчає принципи діагностики захворювань, їх лікування, медико-соціальну реабілітацію хворих та вторинну профілактику.

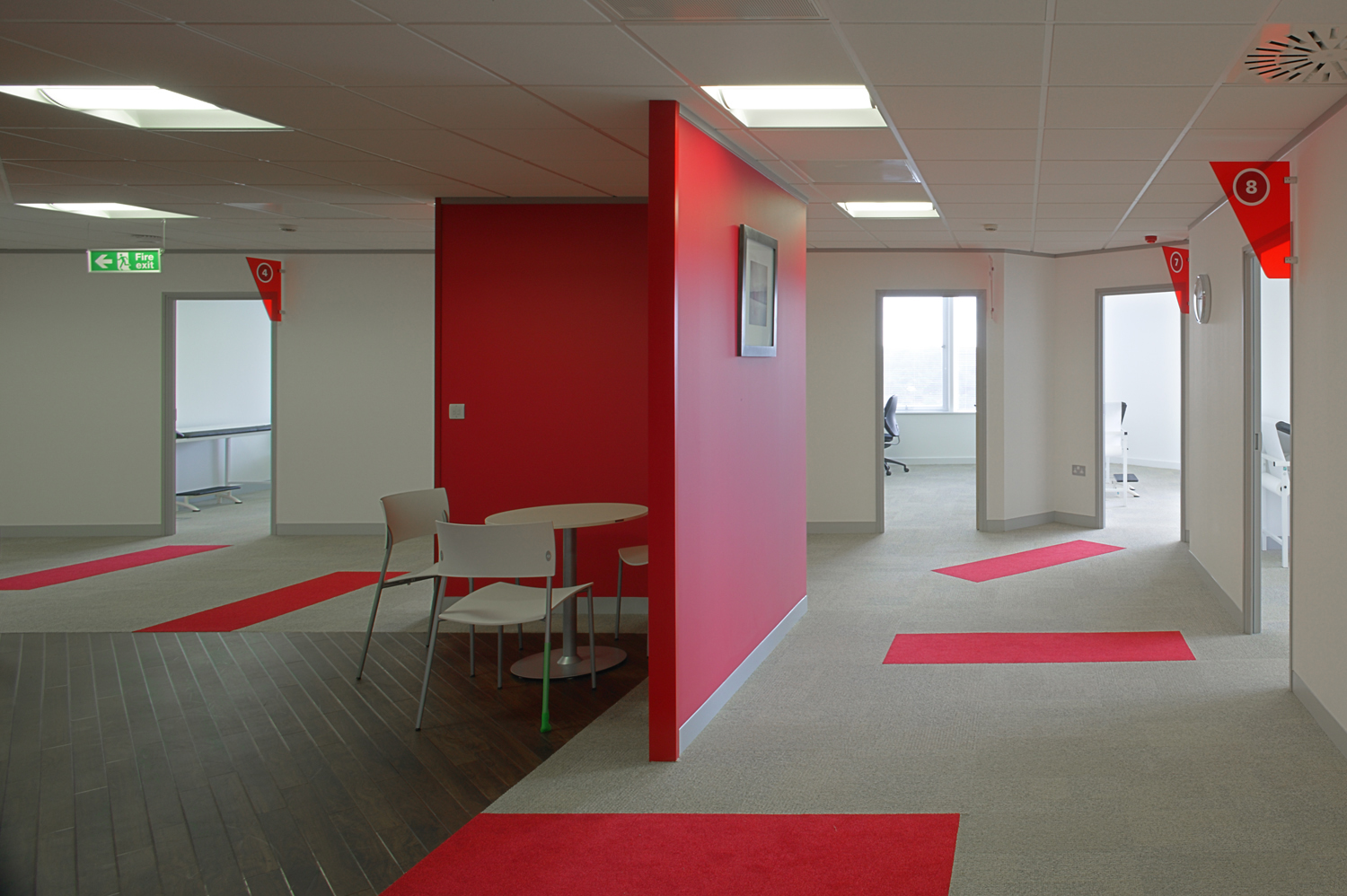
Навчальний центр лікарів загальної практики в місті Croydon (Велика Британія)

Сімейна лікувальна практика базується на засадах доказової медицини.
Головні принципи сімейної медицини:
- довготривалість і безперервність спостереження;
- багатопрофільність первинно-медичної допомоги;
- відношення до сім'ї, як до одиниці медичного обслуговування;
- превентивність, як основа діяльності сімейного лікаря;
- економічна ефективність і доцільність допомоги;
- координація медичної допомоги;
- відповідальність пацієнта, членів його сім'ї і суспільства за збереження і покращення його здоров'я.[2]

## Довготривалість і безперервність допомоги
Поняття довготривалості включає, з одного боку, взаємовідносини між системою сім'я — лікар — медсестра і, з іншого боку —взаємовідносини з іншими спеціалістами, працюючими у сфері охорони здоров'я, до яких приходиться звертатися сімейному лікарю за допомогою і порадою. Сімейний лікар та сімейна медсестра відіграють роль захисників інтересів пацієнта, інтеграторів медичного «сервісу» незалежно від місця, де здійснюється цей процес — в медичному закладі, вдома чи на роботі. Довготривалість обслуговування забезпечується як самим лікарем, так і його колегами — вузькими спеціалістами. В оптимальному варіанті взаємовідносини між сімейним лікарем і пацієнтом можуть бути завершеними у тому випадку, коли учасники цього процесу побажають їх перервати. Довготривалість і безперервність відносин найтіснішим чином пов'язана із якістю медичних рекомендацій. Одним із позитивних факторів безперервного обслуговування є забезпечення постійного співробітництва сімейного лікаря із пацієнтом. Безперервність спостереження істотно покращує показники виявлення психологічних проблем пацієнта, певною мірою знижує потребу в невиправданих додаткових послугах щодо лабораторних та інструментальних методів обстеження і, як наслідок, сприяє зменшенню вартості медичних послуг. Сімейні лікарі і медичні сестри постійно стежать за станом здоров'я членів сім'ї, заводять паспорти на кожного з її членів, де вказуються фактори ризику, спадковість, умови життя та праці, вчать наданню першої медичної допомоги і догляду за хворими членами сім'ї (введення інсуліну, антибіотиків, масаж, невідкладна допомога тощо). Слід підкреслити, що засади сімейної медицини сприяють забезпеченню безперервності медичної допомоги, як кажуть, від моменту зачаття до останньої хвилини життя, коли лікар зобов'язаний, в силу своїх можливостей, допомогти людині підійти до моменту завершення свого життєвого шляху.

## Багатопрофільність
Якщо виходити із уявлень щодо багатомірності форм нездоров'я, слід усвідомлювати, що сімейна медицина є клінічною спеціальністю, яка розглядає людину, як єдине ціле. Обов'язок сімейного лікаря — надання первинної медичної допомоги будь-якому хворому, незалежно від його віку та статі. Всебічний підхід сімейного лікаря до хворого пацієнта нерідко може стати підставою для висновків, які значно відрізняються від висновків, отриманих при односторонньому, вузькоспеціалізованому медичному підході.

## Сімейний підхід
Надання хворим кваліфікованої первинної лікувально-профілактичної допомоги в умовах амбулаторії та вдома є функцією сімейного лікаря. Надаючи допомогу декільком поколінням пацієнтів із однієї сім'ї, сімейний лікар і сімейна медсестра неминуче стають свідками внутрішніх проблем родини і тісно стикаються з ними. Відношення сім'ї до питань здоров'я її членів, впливи екологічних факторів, спорту, особливостей харчування, значущості для здоров'я шкідливих звичок тощо має постійно контролюватися медичним працівником, який повинен передбачувати як очікувані, так і непередбачувані переходи кожного із членів сім'ї в зону ризику. У спеціаліста із сімейної медицини є унікальна можливість застосовувати превентивні міри на ранньому етапі патологічних змін.

## Превентивність
Профілактична спрямованість — важливий принцип сімейної медицини. Прогнозування ризику розвитку окремих захворювань, доклінічна їх діагностика, своєчасність інформування пацієнта, а також прийняття профілактичних заходів — найважливіші складові елементи щоденної роботи сімейного лікаря і медичної сестри. Тільки у сімейного лікаря є умотивована потреба по-справжньому займатися профілактикою в процесі повсякденної роботи із своїми пацієнтами і членами їх сімей. Пояснюється це не тільки тим, що сімейний лікар краще за вузькоспеціалізованих колег знає своїх пацієнтів і шкідливі для здоров'я обставини їх життя, але й тим, що тільки сімейний лікар безпосередньо зацікавлений у зниженні захворюваності прикріпленого населення.
Сімейний лікар частіше за інших спеціалістів має використовувати раціональну як з медичної, так і з економічної точки зору обґрунтовану тактику по відношенню до необхідних лабораторних та інструментальних методів дослідження та рекомендувати необхідність застосування спеціалізованих технологій лікування.
Інтеграція нових знань і вмінь у постійний процес надання медичної допомоги людині від народження до завершення її життєвого шляху підвищує якість сімейної медичної практики. При цьому пацієнти виграють від більш цілісного підходу до їх здоров'я і ширших можливостей щодо отримання своєчасної адекватної допомоги на місцевому рівні.

## Економічна ефективність
Модель ЗПСМ зменшує витрати на
- оплату праці вузьких фахівців
- стаціонарну допомогу (через зменшення зайвих госпіталізацій)
- підготовку кадрів та забезпечення їх житлом
- на невідкладну допомогу (у випадку проживання сімейного лікаря на території обслуговування немає необхідності виклику бригад швидкої допомоги)

## Дільниця сімейної медицини
Дільниця ЗПСМ (дільниця загальної практики — сімейної медицини) — це територія, на якій сімейний лікар в межах своєї діяльності забезпечує проведення комплексу профілактичних заходів з попередження і зниження захворюваності, інвалідності і смертності, раннього виявлення захворювань, надає прикріпленому за сімейно-територіальним принципом населенню кваліфіковану первинну лікувально-профілактичну допомогу, здійснює його диспансеризацію та моніторинг за станом здоров'я.
В Україні на дільниці ЗПСМ в середньому проживає 1100 — 1200 осіб (в тому числі дітей) в сільській місцевості, 1400 — 1500 осіб — у місті.